# Guillem Rubio
Guillermo Rubio Vergara, detto Guillem (Terrassa, 14 ottobre 1982), è un ex cestista spagnolo.

## Carriera
Con la Spagna ha disputato i Giochi del Mediterraneo di Almería 2005.

## Palmarès

### Squadra
- Copa Princesa de Asturias: 1

Breogán: 2018

### Individuale
- MVP Copa Princesa de Asturias: 1

Breogan: 2018